# Hemilienardia fenestrata
Hemilienardia fenestrata é uma espécie de gastrópode do gênero Hemilienardia, pertencente a família Raphitomidae.